# إميل سلهب
الدكتور إميل سلهب، (13 نوفمبر 1945 -) هو طبيب ونائب لبناني سابق، انتخب نائبا في دورة العام 1968 ميلادي عن قضاء المتن في محافظة جبل لبنان. وهو من مواليد بلدة بعبدات اللبنانية، ومن أركان حزب الكتلة الوطنية اللبناني، وهو والد النائب اللبناني المعاصر سليم سلهب، كانت تربطه علاقة وطيدة مع العميد ريمون اده.

## حياته ونشأته
ولد في أنطلياس في 13 نوفمبر سنة 1945، تلقى علومه بجميع مراحلها في معهد الأخوة المريميين، ونال البكالوريا القسم الثاني سنة 1965، درس الطب في جامعة القديس يوسف، وتخرج منها طبيباً سنة 1972. سافر إلى كندا وتخصص في جامعة مونتريال في طب المسالك البولية سنة 1977، درّس الطب في كلية الطب في الجامعة الأميركية، متزوج من السيدة ميّا ميشال كيروز ولهما: إميل وروجيه.

## مسيرته
- تولى رئاسة قسم جراحة المسالك البولية في كل من الجامعة اللبنانية، والمستشفى اللبناني، وله مشاركات في العديد من المؤتمرات الطبية في لبنان وأوروبا.
- بدأ حياته السياسية عضواً في الكتلة الوطنية التي رئسها العميد ريمون إده. و
- في سنة 1992 انتخب رئيساً للمجلس السياسي، لكنه ما لبث أن افترق عن الكتلة بعد وصول كارلوس إده إلى رئاستها، فتوافق مع طروحات العماد ميشال عون السياسية.
- انتخب نائباً عن محافظة جبل لبنان، قضاء المتن، في دورة سنة  2005 و2009 كما انتخب ولا يزال عضواً في لجنة الشؤون الخارجية والمغتربين.
- عضو في كتلة التغيير والاصلاح النيابية ـ التيار الوطني الحر ـ التي يرأسها العماد ميشال عون.